# Croix de cimetière de Chenôves
Pour les articles homonymes, voir Chenôve (homonymie).
La croix de cimetière de Chenôve est une croix de chemin située sur le territoire de la commune de Chenôves dans le département français de Saône-et-Loire et la région Bourgogne-Franche-Comté.

## Historique
Elle fait l'objet d'un classement au titre des monuments historiques depuis le 19 septembre 1931.